# Alfonso IV di León
Alfonso Ordóñez detto  el Monje (il Monaco). Alfonso anche in spagnolo e in asturiano, Alfons in catalano, Afonso in galiziano e in portoghese, Alifonso in aragonese e Alfontso in basco (899 circa – Ruiforco, agosto 933) fu re di León dal 925 al 931.

## Origine
Alfonso, secondo la Historia del Real Monasterio de Sahagún era il figlio secondogenito del re di León Ordoño II e di Elvira Menendez, figlia del conquistatore di Coimbra (876), il conte galiziano di Porto, Ermenegildo Gutierrez ed Ermessinda Gatonez, come riporta il Diccionario biográfico español, Real Academia de la Historia.

Ordoño II di León, secondo il Chronicon de Sampiri era il figlio secondogenito del re delle Asturie, Alfonso III il Grande e di Jimena Garcés, (848-912), che, molto probabilmente, anche se il Codice di Roda non la elenca tra i figli di García I, era figlia del re di Pamplona, García I Íñiguez, come viene confermato dalla Historia del Real Monasterio de Sahagún, e della prima moglie, Urraca, che secondo alcune fonti, tra cui lo storico Jaime de Salazar y Acha, era la figlia di Musà ibn Musà ibn Fortún, il capofamiglia dei Banu Qasi. Ma secondo altre fonti era di stirpe reale: Rodrigo Ximénez de Rada, vescovo di Toledo e storico, scrisse che García sposò "Urracam, de Regio semine".
Lo storico genealogista basco, Jean de Jaurgain (1842–1920), nel suo la Vasconie interpretò la frase (Urracam, de Regio semine), nel senso che anche Urraca discendeva dalla stirpe ducale di Guascogna ed era figlia di Sancho II.

## Biografia

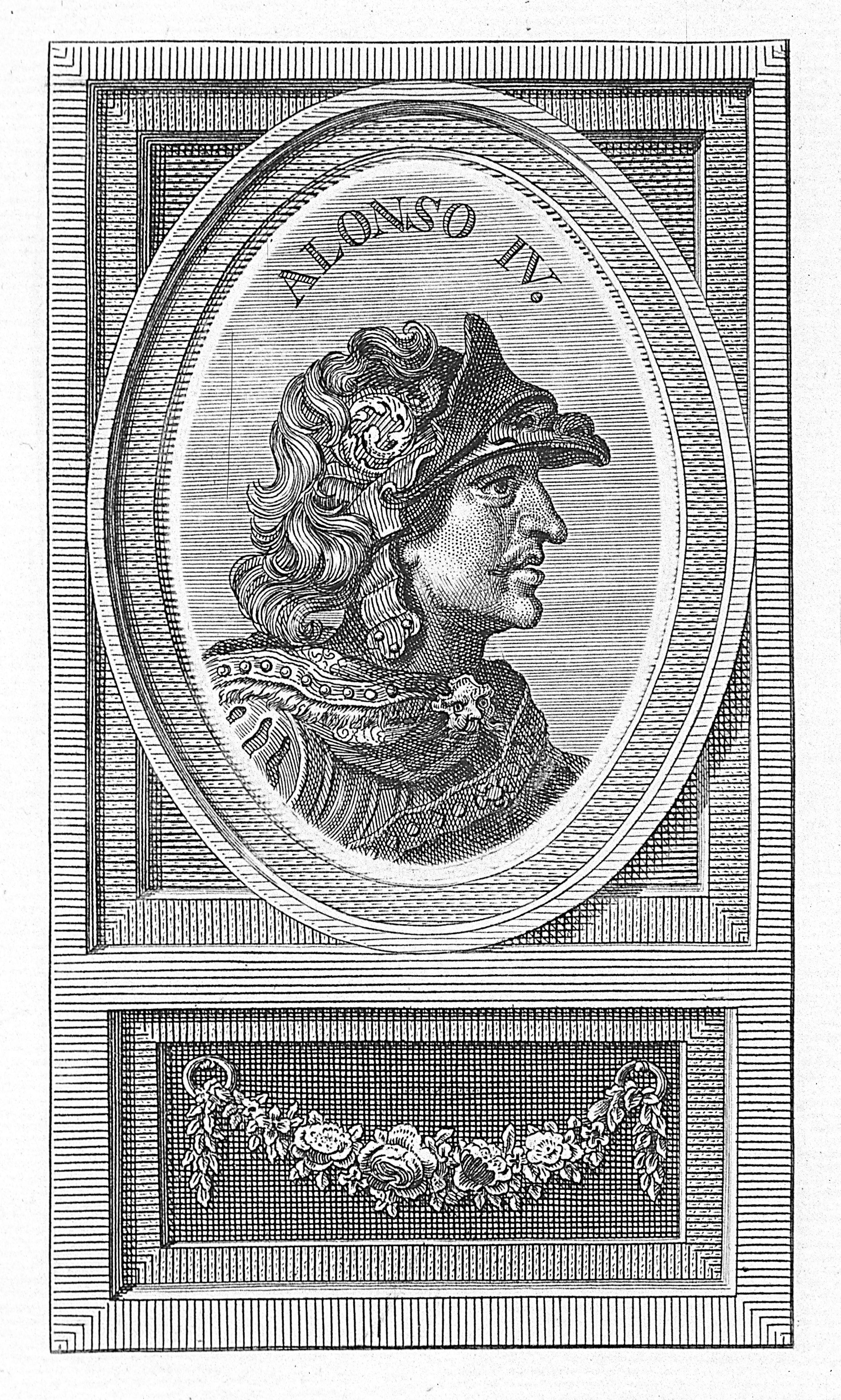
Alfonso IV il Monaco, di Arnold van Westerhout (secolo XVIII)

Nel 924, alla morte del padre, mentre Alfonso combatteva contro il fratello, Sancho, per la successione, come riporta lo storico Rafael Altamira, lo zio Fruela usurpò loro il trono del Leon e Galizia, riunendolo al regno delle Asturie.
Nel 925, alla morte dello zio Fruela II, sul trono unificato di León gli succedette il figlio Alfonso Froilaz; dopo pochi mesi Alfonso e i suoi fratelli, Sancho e Ramiro, avanzarono delle pretese sul trono di León in quanto loro avevano maggiori diritti, perché figli spodestati di Ordoño II, e con l'aiuto del suocero di Alfonso, il re di Navarra, Sancho I, come riporta la Storia della Bardulia sconfissero Alfonso Froilaz.
Come conferma il Sampiri chronicon, Alfonso fu eletto re di León(assumendo l'ordinale IV, cioè non considerando legittimo il suo predecessore), mentre Sancho, che aveva rinunciato al trono del León, assieme al fratello, Ramiro, continuava la lotta in Galizia, contro Alfonso Froilaz.
Una volta battuto, pur continuando a proclamarsi re del León, Alfonso Froilaz si ritirò nelle Asturie, dove governò con il titolo di re, mentre sul trono di Galizia saliva Sancho Ordóñez, che concedette la parte meridionale del regno al fratello, Ramiro.

Secondo il Diccionario biográfico español, Real Academia de la Historia, Alfonso governò solo la parte orientale delle Asturie, detta Asturias de Santillana, che si estendeva sino alla Cantabria, nella zona di Santillana del Mar.

Quindi, nel 926, dopo che Sancho e Ramiro ebbero sconfitto Alfonso Froilaz,  il regno fu diviso tra i tre fratelli:
- Alfonso fu confermato re di León
- Sancho governò il nord della Galizia sino al fiume Miño, attribuendosi il titolo di re di Galizia.
- Ramiro, governò il sud della Galizia, dal fiume Miño al confine con al-Andalus, attribuendosi il titolo di re.

Nel 929, alla morte del fratello Sancho, senza eredi, Alfonso riunificò nuovamente la Galizia al León.

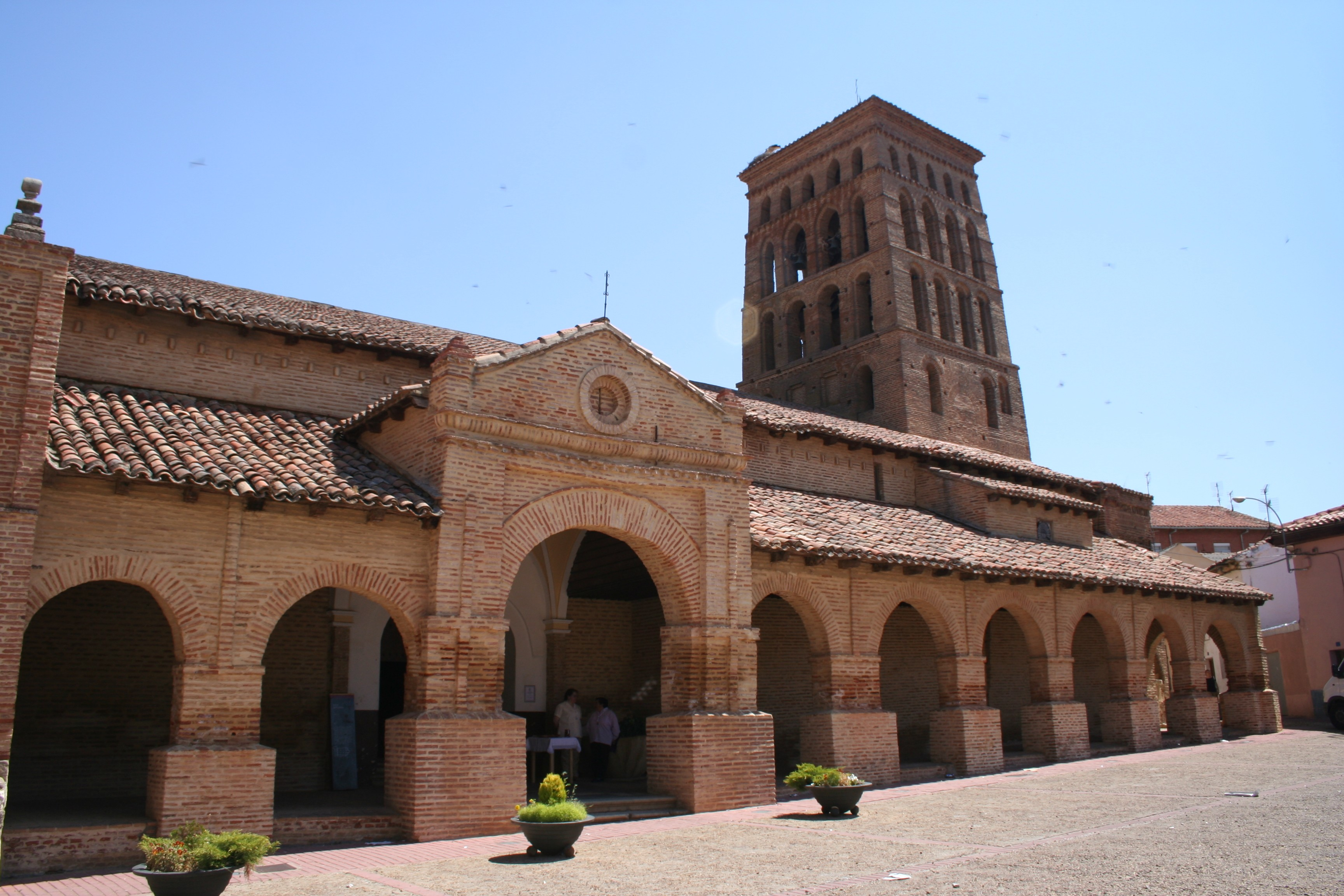
Sahagún

Nel giugno 931, come riporta il Diccionario biográfico español, Real Academia de la Historia, la moglie Onneca morì ed Alfonso che era molto religioso (era molto devoto a Santiago) cominciò a prendere in considerazione l'idea di farsi monaco; infatti, nel mese d'agosto di quell'anno (931), comunicò al fratello Ramiro la sua decisione di abdicare, e lo convocò a Zamora, dove, in una cerimonia celebrata davanti ai nobili, indossò l'abito da monaco, consegnò al fratello il regno, nuovamente unificato, ed entrò nel monastero di Sahagún.
Non molto tempo dopo però si pentì, come riportano sia il Diccionario biográfico español, Real Academia de la Historia che la La web de las biografias e, approfittando dell'assenza del fratello Ramiro, che preparava una spedizione a Madrid, entrò nella capitale León e si proclamò re. Ma il fratello reagì prontamente e lo catturò, prima che potessero rifugiarsi in Castiglia, presso il conte Gutier Núñez.

Dopo che, nel 932, Ramiro II, secondo il Sampiri chronicon, aveva invaso le Asturie ed aveva catturato Alfonso Froilaz, assieme ai suoi fratelli, Ramiro e Ordoño, li fece imprigionare in León, assieme ad Alfonso IV e ordinò che tutti e quattro fossero accecati, come riporta anche la Storia della Bardulia e rinchiusi nel monastero di Ruiforco.
Alfonso IV morì, per cause naturali, nel monastero di Ruiforco nel 933, dove fu sepolto. Alcuni anni dopo i suoi resti furono traslati nella Real Basílica di Sant'Isidoro a León.

### Matrimonio e discendenza
Nel 923, Alfonso, secondo il codice di Roda, aveva sposato Onneca Sanchez di Pamplona, figlia del re di Pamplona Sancho I.
Alfonso e Onneca ebbero due figli:
- Ordoño IV (ca. 926-962), re di León[19];
- Fruela di León († dopo il 975), citato in un documento del 975[17]

## Ascendenza
|                           |   |                  | Genitori               |  |  | Nonni |  |  | Bisnonni               |  |  | Trisnonni              |  |
|                           |   |                  |                        |  |  |       |  |  | Ordoño I delle Asturie |  |  | Ramiro I delle Asturie |  |
|                           |   |                  |                        |  |  |       |  |  | Ordoño I delle Asturie |  |  | Ramiro I delle Asturie |  |
|                           |   | Urraca           |                        |  |  |       |  |  | Ordoño I delle Asturie |  |  |                        |  |
| Alfonso III delle Asturie |   |                  |                        |  |  |       |  |  | Ordoño I delle Asturie |  |  |                        |  |
|                           |   | Munia            | …                      |  |  |       |  |  |                        |  |  |                        |  |
|                           |   | Munia            | …                      |  |  |       |  |  |                        |  |  |                        |  |
|                           |   | Munia            | …                      |  |  |       |  |  |                        |  |  |                        |  |
| Ordoño II di León         |   | Munia            |                        |  |  |       |  |  |                        |  |  |                        |  |
|                           |   | García I Íñiguez | Íñigo I Íñiguez Arista |  |  |       |  |  |                        |  |  |                        |  |
|                           |   | García I Íñiguez | Íñigo I Íñiguez Arista |  |  |       |  |  |                        |  |  |                        |  |
|                           |   | García I Íñiguez | Onneca Velásquez       |  |  |       |  |  |                        |  |  |                        |  |
| Jimena di Pamplona        |   | García I Íñiguez |                        |  |  |       |  |  |                        |  |  |                        |  |
|                           |   | Urraca           | …                      |  |  |       |  |  |                        |  |  |                        |  |
|                           |   | Urraca           | …                      |  |  |       |  |  |                        |  |  |                        |  |
|                           |   | Urraca           | …                      |  |  |       |  |  |                        |  |  |                        |  |
| Alfonso IV di León        |   | Urraca           |                        |  |  |       |  |  |                        |  |  |                        |  |
|                           | … | …                |                        |  |  |       |  |  |                        |  |  |                        |  |
|                           | … | …                |                        |  |  |       |  |  |                        |  |  |                        |  |
|                           | … | …                |                        |  |  |       |  |  |                        |  |  |                        |  |
| Ermenegildo Menéndez      | … |                  |                        |  |  |       |  |  |                        |  |  |                        |  |
|                           |   | …                | …                      |  |  |       |  |  |                        |  |  |                        |  |
|                           |   | …                | …                      |  |  |       |  |  |                        |  |  |                        |  |
|                           |   | …                | …                      |  |  |       |  |  |                        |  |  |                        |  |
| Elvira Menéndez           |   | …                |                        |  |  |       |  |  |                        |  |  |                        |  |
|                           |   | …                | …                      |  |  |       |  |  |                        |  |  |                        |  |
|                           |   | …                | …                      |  |  |       |  |  |                        |  |  |                        |  |
|                           |   | …                | …                      |  |  |       |  |  |                        |  |  |                        |  |
| Ermessinda Gatonez        |   | …                |                        |  |  |       |  |  |                        |  |  |                        |  |
|                           |   | …                | …                      |  |  |       |  |  |                        |  |  |                        |  |
|                           |   | …                | …                      |  |  |       |  |  |                        |  |  |                        |  |
|                           |   | …                | …                      |  |  |       |  |  |                        |  |  |                        |  |
|                           |   | …                |                        |  |  |       |  |  |                        |  |  |                        |  |

### Fonti primarie
- (LA) Textos navarros del Códice de Roda (PDF) (archiviato dall'url originale il 31 gennaio 2021)..
- (LA) Historia de España: parte XVI, Sampiri Astoricensis Episcopi chronicon..
- (LA) España sagrada. Volumen 14.

### Letteratura storiografica
- Rafael Altamira, Il califfato occidentale, in L’espansione islamica e la nascita dell’Europa feudale, collana «Storia del mondo medievale», II volume, Milano, Garzanti, 1999  [1979],  pp. 477-515, SBN RAV0065639.
- (ES) Historia del Real Monasterio de Sahagún.
- (FR) #ES La Vasconie..